# Сильвестр, Фредерик Катон
Фредерик Кейтон Сильвестр (англ. Frederick Caton Silvester; 21 января 1901, Даруэн, близ Манчестера — 24 июня 1966, Торонто) — канадский органист и музыкальный педагог английского происхождения.
Начал учиться игре на органе в Англии, продолжил после переезда в Канаду в 1921 г. в Саскатуне у Линвуда Фарнема, а с 1929 г. в Торонтской консерватории у Эрнеста Макмиллана. С 1931 г. служил органистом в церквях Торонто, на протяжении всей жизни работал в консерватории, концертировал по стране. В 1942—1957 гг. помощник дирижёра, в 1957—1960 гг. руководитель торонтского Хора имени Мендельсона. Автор песен и хоровых сочинений. Преподавал игру на органе Гленну Гульду.